# Tauri di Seckau
I Tauri di Seckau (in tedesco Seckauer Tauern - chiamati anche Alpi di Seckau) sono un massiccio montuoso delle Alpi dei Tauri orientali. La montagna più alta è il Geierhaupt che raggiunge i 2.417 m s.l.m..
Si trovano in Austria nella Stiria. Prendono il nome da Seckau, cittadina presso la quale sorgono.

## Classificazione

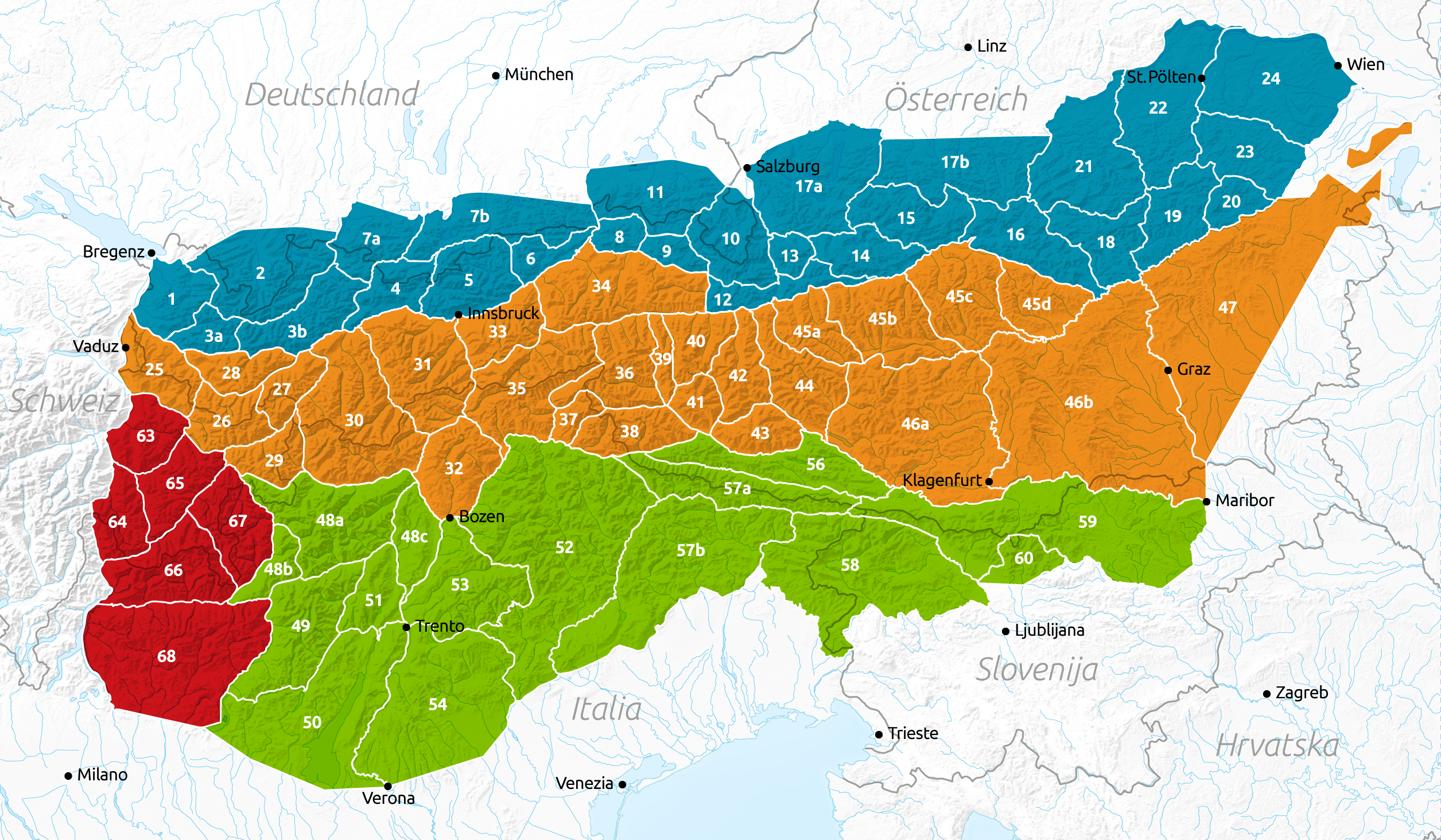
I Tauri di Seckau secondo l'AVE sono individuati dal numero 45d.

Secondo la SOIUSA sono una sottosezione alpina con la seguente classificazione:
- Grande Parte = Alpi Orientali
- Grande Settore = Alpi Centro-orientali
- Sezione = Alpi dei Tauri orientali
- Sottosezione = Tauri di Seckau
- Codice = II/A-18.IV

Secondo l'AVE costituiscono il gruppo n. 45d di 75 nelle Alpi Orientali.

## Delimitazioni
Confinano:
- a nord con le Alpi dell'Ennstal (nelle Alpi Settentrionali di Stiria) e separati dallo Schoberpaß;
- a sud-est con le Prealpi nord-occidentali di Stiria (nelle Prealpi di Stiria) e separati dal corso del fiume Mura;
- a sud-ovest con i Tauri di Wölz e di Rottenmann (nella stessa sezione alpina) e separati dal Triebener Tauern Pass.

## Suddivisione
Si suddividono in due supergruppi e tre gruppi:
- Catena Gamskögel-Geierhaupt (A)
  - Gruppo del Gamskögel (A.1)
    - Catena principale del Gamskögel (A.1.a)
    - Catena del Kesseleck (A.1.b)
    - Erhebungen der Gaaler Höhe (A.1.c)
    - Pletzengrat (A.1.d)

  - Gruppo Geierhaupt-Schrimpkofel (A.2)
    - Costiera del Geierhaupt (A.2.a)
    - Costiera del Schrimpkofel (A.2.b)
- Alpi di Seckau (B)
  - Gruppo Hochreichhart-Seckauer Zinken (B.3)

## Vette

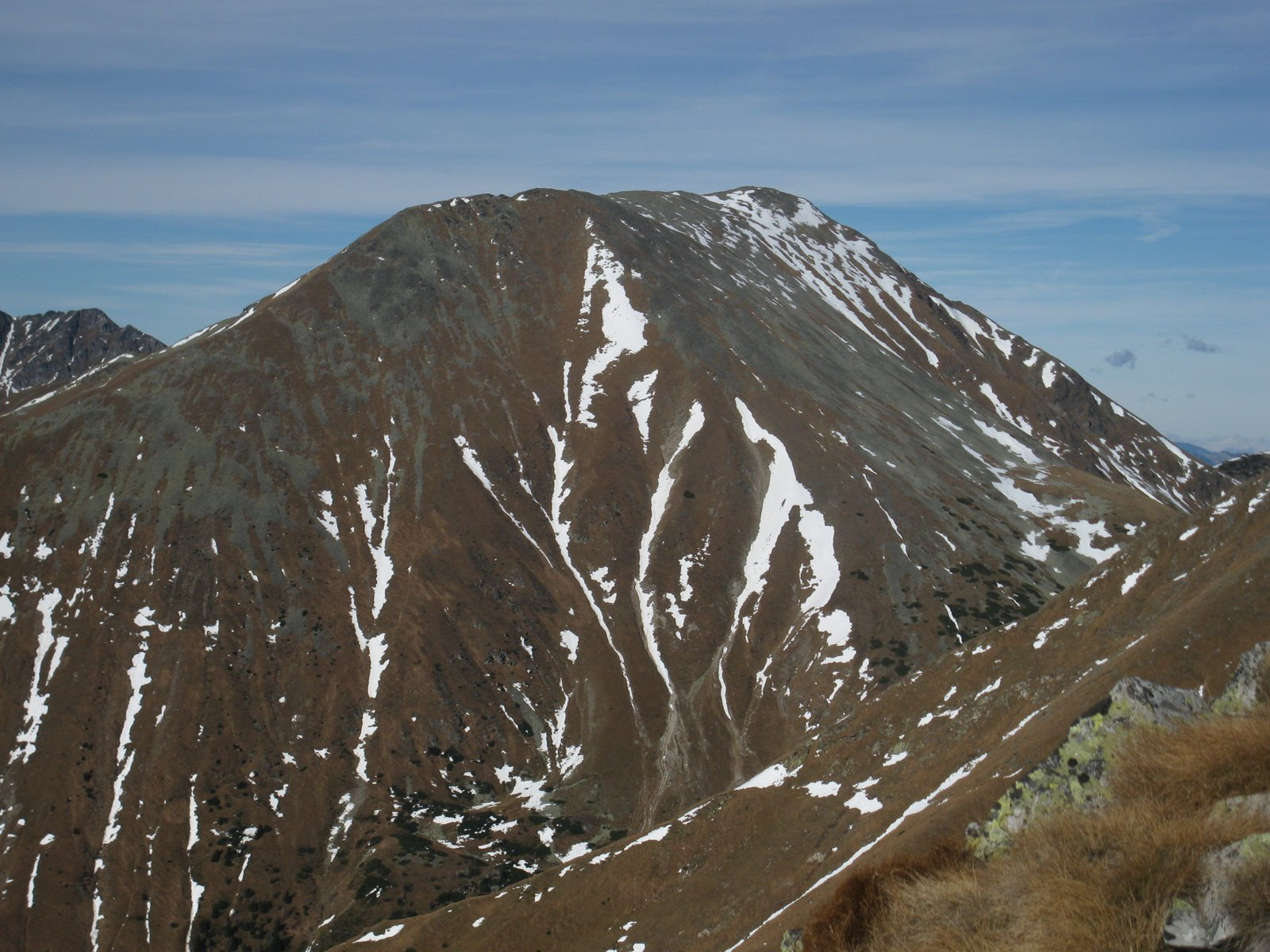
L'Hochreichhart.

I monti principali del massiccio sono:
- Geierhaupt - 2.417 m
- Hochreichhart - 2.416 m
- Seckauer Zinken - 2.398 m
- Gamskögel - 2.386 m
- Maierangerkogel - 2.356 m
- Pletzen - 2.345 m